# Zapasy na Letnich Igrzyskach Olimpijskich 1980 – kategoria do 48 kg w stylu wolnym
Zmagania mężczyzn w wadze 48 kg to jedna z dziesięciu męskich konkurencji w zapasach w stylu klasycznym rozgrywanych podczas Letnich Igrzysk Olimpijskich 1980. Pojedynki w tej kategorii wagowej odbyły się w dniach 27 – 29 lipca.

## Klasyfikacja[2]
| Pozycja | Nazwisko               | Kraj           |
| ------- | ---------------------- | -------------- |
| 1       | Claudio Pollio         | Włochy         |
| 2       | Jang Se-hong           | Korea Północna |
| 3       | Siergiej Korniłajew    | ZSRR           |
| 4       | Jan Falandys           | Polska         |
| 5       | Mahabir Singh          | Indie          |
| 6       | László Bíró            | Węgry          |
| 7       | Rumen Jordanow         | Bułgaria       |
| 8       | Gheorghe Rașovan       | Rumunia        |
| 9       | Mohammad Aktar         | Afganistan     |
| .       | Jorge Frías            | Meksyk         |
| 11      | Gombyn Chiszigbaatar   | Mongolia       |
| 12      | Mohammed Qassim Jabbar | Irak           |
| .       | Khaled El-Ali El-Rifai | Syria          |
| .       | Nguyễn Văn Công        | Wietnam        |

## Zasady
Przyjęto zasadę punktów karnych, gdzie zdobycie sześciu punktów lub więcej eliminowało zawodnika z turnieju. Kolejność miejsc medalowych ustalona została w specjalnej rundzie finałowej, z udziałem trzech zawodników z najmniejszą liczbą takich punktów.
- TPP — Punkty karne razem
- MPP — Punkty karne pojedynku
- TF — Łopatki
- DQ — Dyskwalifikacja za pasywność

## Punktacja
- 0 — Wygrana na łopatki, przewagę techinczną, pasywność, kontuzję
- 0.5 — Wygrana na punkty  (8-11 punktów różnicy)
- 1 — Wygrana na punkty  (1-7 punktów różnicy)
- 2 — Dyskwalifikacja za pasywność, zwycięzca również był pasywny
- 3 — Przegrana na punkty (1-7 punktów różnicy)
- 3.5 — Przegrana na punkty (8-11 punktów różnicy)
- 4 — Przegrana na łopatki, przewagę techiczną, pasywność, kontuzję

## Wyniki[3]

### Pierwsza runda
| TPP | MPP |                        | Wynik\|Czas |                        | MPP | TPP |
| --- | --- | ---------------------- | ----------- | ---------------------- | --- | --- |
| 0   | 0   | Siergiej Korniłajew    | TF / 2:35   | Jorge Frías            | 4   | 4   |
| 4   | 4   | Khaled El-Ali El-Rifai | TF / 7:53   | Rumen Jordanow         | 0   | 0   |
| 0   | 0   | László Bíró            | TF / 4:39   | Nguyễn Văn Công        | 4   | 4   |
| 3   | 3   | Gheorghe Rașovan       | 5 - 12      | Mahabir Singh          | 1   | 1   |
| 3   | 3   | Jan Falandys           | 4 - 8       | Claudio Pollio         | 1   | 1   |
| 0   | 0   | Mohammad Aktar         | TF / 1:27   | Mohammed Qassim Jabbar | 4   | 4   |
| 4   | 4   | Gombyn Chiszigbaatar   | TF / 7:43   | Jang Se-hong           | 0   | 0   |

### Druga runda
| TPP | MPP |                        | Wynik\|Czas |                        | MPP | TPP |
| --- | --- | ---------------------- | ----------- | ---------------------- | --- | --- |
| 0   | 0   | Siergiej Korniłajew    | TF / 0:44   | Khaled El-Ali El-Rifai | 4   | 8   |
| 5   | 1   | Jorge Frías            | 12 - 10     | Rumen Jordanow         | 3   | 3   |
| 4   | 4   | László Bíró            | TF / 7:18   | Gheorghe Rașovan       | 0   | 3   |
| 8   | 4   | Nguyễn Văn Công        | TF / 3:56   | Mahabir Singh          | 0   | 1   |
| 3   | 0   | Jan Falandys           | 23 - 0      | Mohammad Aktar         | 4   | 4   |
| 2   | 1   | Claudio Pollio         | 17 - 10     | Gombyn Chiszigbaatar   | 3   | 7   |
| 8   | 4   | Mohammed Qassim Jabbar | TF / 2:41   | Jang Se-hong           | 0   | 0   |

### Trzecia runda
| TPP | MPP |                     | Wynik\|Czas |                | MPP | TPP |
| --- | --- | ------------------- | ----------- | -------------- | --- | --- |
| 1   | 1   | Siergiej Korniłajew | 8 - 6       | Rumen Jordanow | 3   | 6   |
| 8   | 3   | Jorge Frías         | 11 - 12     | László Bíró    | 1   | 5   |
| 7   | 4   | Gheorghe Rașovan    | TF / 1:47   | Jan Falandys   | 0   | 3   |
| 1.5 | 0.5 | Mahabir Singh       | 15 - 5      | Claudio Pollio | 3.5 | 5.5 |
| 8   | 4   | Mohammad Aktar      | TF / 8:30   | Jang Se-hong   | 0   | 0   |

### Czwarta runda
| TPP | MPP |                     | Wynik\|Czas |              | MPP | TPP |
| --- | --- | ------------------- | ----------- | ------------ | --- | --- |
| 1   | 0   | Siergiej Korniłajew | 17 - 4      | László Bíró  | 4   | 9   |
| 5   | 3.5 | Mahabir Singh       | 5 - 14      | Jan Falandys | 0.5 | 3.5 |
| 5.5 | 0   | Claudio Pollio      | DQ / 7:12   | Jang Se-hong | 4   | 4   |

### Piąta runda
| TPP | MPP |                     | Wynik\|Czas |               | MPP | TPP |
| --- | --- | ------------------- | ----------- | ------------- | --- | --- |
| 1   | 0   | Siergiej Korniłajew | 21 - 1      | Mahabir Singh | 4   | 9   |
| 6.5 | 3   | Jan Falandys        | 8 - 13      | Jang Se-hong  | 1   | 5   |
| 5.5 |     | Claudio Pollio      |             | Bez walki     |     |     |

### Runda finałowa
Zaliczone pojedynki z wcześniejszych rund
| TPP | MPP |                | Wynik\|Czas |                     | MPP | TPP |
| --- | --- | -------------- | ----------- | ------------------- | --- | --- |
|     | 0   | Claudio Pollio | DQ / 7:12   | Jang Se-hong        | 4   |     |
| 3   | 3   | Claudio Pollio | 1 - 5       | Siergiej Korniłajew | 1   |     |
| 4   | 0   | Jang Se-hong   | TF / 7:23   | Siergiej Korniłajew | 4   | 5   |